# Roger Guérin (musicien)
Pour les articles homonymes, voir Roger Guérin (céramiste).
Roger Guérin est un trompettiste, bugliste, cornettiste, chef d'orchestre, chanteur de jazz français, né à Sarrebruck le 9 janvier 1926, et mort le 6 février 2010 aux Saintes-Maries-de-la-Mer,,.

## Biographie
Roger Guérin fait des études classiques de violon, puis de trompette et de cornet à pistons au Conservatoire national de Paris.
Il débute dans l'orchestre d'Aimé Barelli en 1947 et obtient les premiers prix de trompette (1949), de solfège et de cornet (1950) au Conservatoire de Paris, alors rue de Madrid.
En 1958, il représente la France au Festival de Newport et obtient en 1959 le prix Django-Reinhardt de l'Académie du Jazz. Un son incomparable à la trompette si bémol ou au bugle lui confère une similitude dans ses prestations avec celles de Clifford Brown. Il va être repéré par Quincy Jones grâce à son ami Dizzy Gillespie.
En 1959, Roger Guérin participe à l'enregistrement de la fameuse Suite en ré bémol au sein du quartette de Martial Solal.
Par la suite on le rencontre sous la direction des principaux chefs d'orchestre français des années 1950 : Tony Proteau, Ray Ventura, Gérard Pochonet, Claude Bolling, Christian Chevallier, Martial Solal et André Hodeir, ainsi qu'aux côtés de Don Byas, James Moody, Benny Golson, Django Reinhardt, Buck Clayton, Jimmy Raney et Bobby Jaspar.
Dans les années 1960, il participe aux formations de Quincy Jones, Dizzy Gillespie, Francy Boland, Pierre Michelot, Raymond Fol, Ivan Jullien, Jef Gilson, et toujours André Hodeir et Martial Solal, auquel il restera fidèle lorsque ce dernier remontera son big band en 1980. 
Roger Guérin a enregistré le solo de trompette pour le célèbre Armstrong de Claude Nougaro. Il est le trompettiste dans plusieurs musiques de films. Il signe aussi la très belle ligne de trompette sur le tube de Maxime Le Forestier Mon frère en 1972.
Au début des années 1960 il chante dans le groupe vocal Blue Stars puis avec Les Double Six.
De 1970 à 1975 il dirige l'orchestre du Casino de Paris, avec Zizi Jeanmaire en vedette, puis se consacre à l'enseignement, au CIM et dans les conservatoires. Il tourne en quintet be-bop avec Dominique Di Piazza (Victoires de la Musique), Luc Plouton, Bob Revel, Jean Louis Billoud, James Darlays (arrangements), Andy Baron, Christian Lignais, et d'autres jazzmen, pendant dix ans, dans les années 1990, ceci entre Paris et le midi de la France où finalement il va s'installer.
En 1988, rencontre avec Henri Chenuet : enregistrement de l'album Musique à voir compositions partagées entre les 2 compères, salué par la critique, meilleur disque de l'année dans Telerama. Second album des chansons de Gershwin en 1989. En 1995 Histoires sans mot (clip : Mots couverts), et en 2003 Carrément quartet : Roger Guérin trompette, René Mailhes guitare, Patrice Galas claviers, Henri Chenuet batterie, (compositions de chacun et standards) . Réalisation, production : Oreil Production 
Il a vécu ses dernières années aux Saintes-Maries-de-la-Mer, où des enregistrements magnifiques ont été réalisés, encore inédits, à la fin du XXe siècle, Aux Vagues, établissement face à la mer, avec une rythmique de New York. Il remonta avec ses amis parisiens le Big Band de l'Olympia de Paris en 2006 avec Jacques Gay, Jean Michel Boris, Ivan Jullien et André Paquinet, et suivra par la suite les jazzmen basés dans l’Hérault dirigés par le pianiste Charles Tois. Lui et son épouse Lily sont alors très amis avec le chanteur Benjamin (fils) Legrand.
Roger Guérin donne son dernier concert le 20 janvier 2010 aux Voûtes, à Junas, pour l'association Junasolasido dont il était le président d'honneur. Il meurt noyé, quelques jours plus tard, vers 4 heures du matin, en promenade, après avoir chuté dans un petit canal proche de sa maison aux Saintes-Maries-de-la-Mer.

## Discographie

### Albums
- Benny Golson With Bobby Timmons, Roger Guérin, Columbia, 1959
- A. Vivaldi, Aubin, Guerin, Delwande, Spickett, Concerto For Two Horns / Two Guitar Concerti / Il Pastor Fido, Nonesuch, 1964
- Kenny Clarke, Maurice Vander, Marc Fosset, Patrice Caratini, Roger Guérin, Bob Garcia, Kenny "To Day", Night And Day, 1980
- Musique à voir, 1988
- Des chansons de Gershwin, 1989
- Histoires sans mot, 1995
- Carrément, Oreil Production, 2003

### Singles & EPs
- Roger Guérin et sa trompette Harmon (7", EP), Bel Air, 1964
- Roger Guerin et Jean-Claude Fohrenbach jouent Nino Ferrer, Ferme La Porte (7", EP), Bel Air, 1964
- Roger Guérin, Benny Golson, Bobby Timmons, Pierre Michelot, Christian Garros, Blues March/ Moanin' (7"), Columbia